# Tyspanodes cardinalis
Tyspanodes cardinalis là một loài bướm đêm trong họ Crambidae.